# Radikal av ett heltal
Inom talteorin är radikalen av ett heltal n produkten av primtalen som delar n:
{\displaystyle \displaystyle \mathrm {rad} (n)=\prod _{\scriptstyle p\mid n \atop p{\text{ primtal}}}p}

## Exempel
Radikalerna av de första heltalen är:
1, 2, 3, 2, 5, 6, 7, 2, 3, 10, 11, 6, 13, 14, 15, 2, 17, 6, 19, 10, 21, 22, 23, 6, 5, 26, 3, 14, 29, 30, 31, 2, 33, 34, 35, 6, 37, 38, 39, 10, 41, 42, 43, 22, 15, 46, 47, 6, 7, 10, 51, 26, 53, 6, 55, 14, 57, 58, 59, 30, 61, 62, 21, 2, 65, 66, 67, 34, 69, 70, 71, 6, 73, 74, 15, 38, 77, 78, … (talföljd A007947 i OEIS)
Exempelvis är
{\displaystyle 504=2^{3}\cdot 3^{2}\cdot 7}
och därmed
{\displaystyle \mathrm {rad} (504)=2\cdot 3\cdot 7=42}

## Egenskaper
Funktionen {\displaystyle \mathrm {rad} } är multiplikativ.
Radikalen av heltalet n är de största kvadratfria delaren av n.  
Radikalen förekommer i abc-förmodan, som säger att för vilket som helst ε > 0 finns det ett ändligt tal Kε så att för alla relativt prima positiva heltal  a,  b och  c som satisfierar a + b = c är
{\displaystyle c<K_{\varepsilon }\,\operatorname {rad} (abc)^{1+\varepsilon }.}